# Salvador Sobral
Salvador Vilar Braamcamp Sobral (ur. 28 grudnia 1989 w Lizbonie) – portugalski piosenkarz, zwycięzca  62. Konkursu Piosenki Eurowizji (2017).

## Życiorys

### Wczesne lata
Urodził się w Lizbonie, w dzieciństwie mieszkał w Stanach Zjednoczonych i Barcelonie. Pochodzi z rodziny dawnej arystokracji portugalskiej. Ma siostrę Luísę, która też jest piosenkarką.

### Kariera
W 2009 wziął udział w trzeciej edycji programu Ídolos, portugalskiej mutacji programu Pop Idol. Ostatecznie zakwalifikował się do finałowej piętnastki i zajął siódme miejsce, odpadając w odcinku emitowanym 3 stycznia 2010.
2 sierpnia 2016 wydał debiutancki album studyjny, zatytułowany Excuse Me. Na płycie znalazły się m.in. single „Nem eu” i tytułowy „Excuse Me”. Krążek dotarł do 10. miejsca listy sprzedaży w kraju.
W 2017 wziął udział w krajowych eliminacjach eurowizyjnych Festival da Canção 2017. Jego konkursową propozycją został utwór „Amar pelos dois”. 19 lutego zaśpiewał go w pierwszym półfinale i z drugiego miejsca awansował do finału, który odbył się 5 marca. Zajął w nim pierwsze miejsce po zdobyciu największego poparcia jurorów i telewidzów, dzięki czemu został ogłoszony reprezentantem Portugalii w 62. Konkursie Piosenki Eurowizji organizowanym w Kijowie. 9 maja wystąpił w pierwszym półfinale konkursu i z pierwszego miejsca awansował do finału rozgrywanego 13 maja. Zajął w nim ostatecznie pierwsze miejsce po uzyskaniu rekordowej liczby 758 punktów w tym  376 punktów od telewidzów (1. miejsce) i 382 pkt od jurorów (1. miejsce).

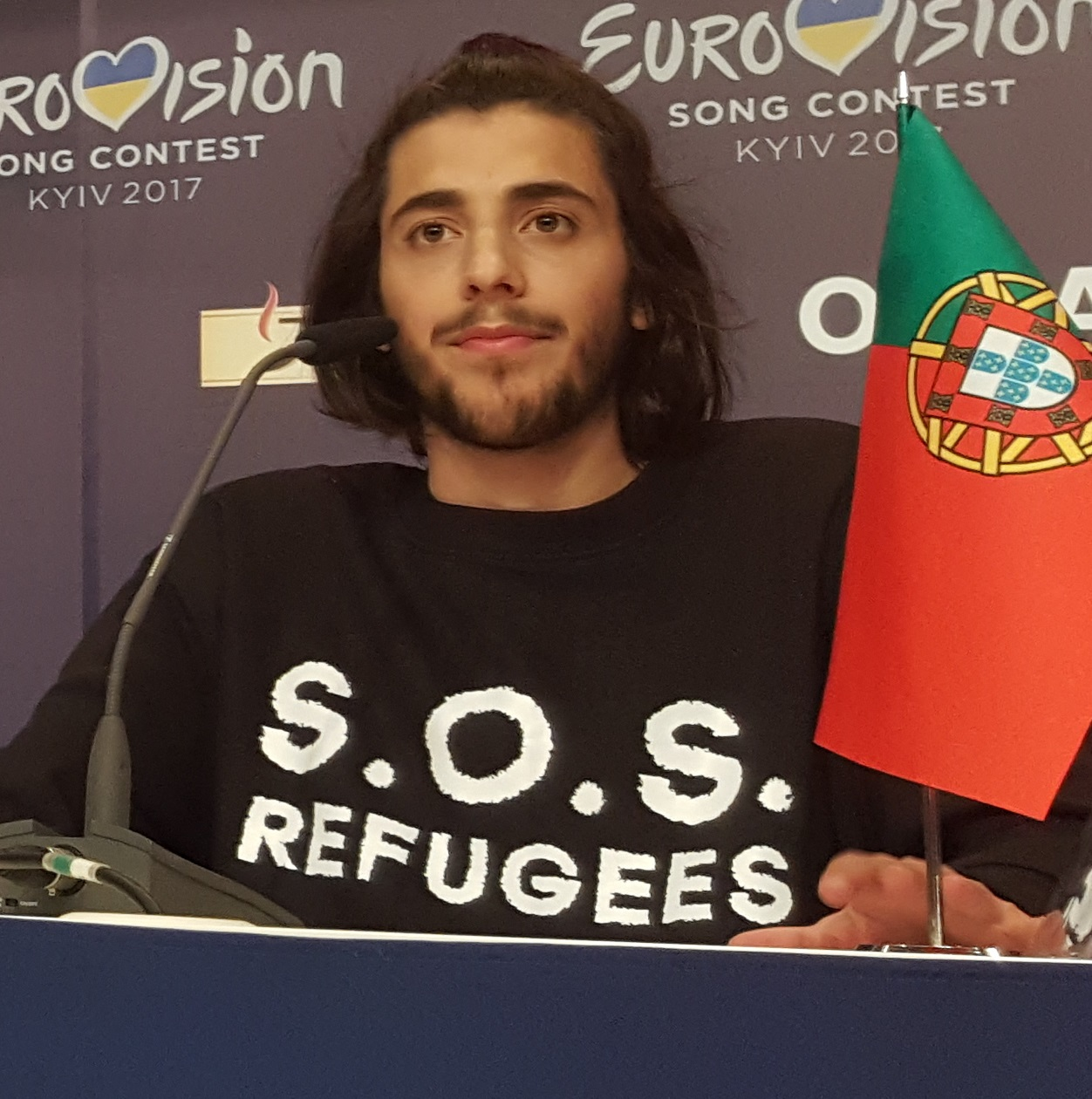
Salvador Sobral podczas konferencji prasowej w ramach 62. Konkursu Piosenki Eurowizji, maj 2017

21 listopada ogłoszono, że zdobył statuetkę European Border Breakers Award, wręczaną rokrocznie „artystom lub zespołom, których debiutanckie albumy, wydane poza ich własnym krajem, odniosły największy sukces”. 15 grudnia ukazał się jego koncertowy album, zatytułowany Excuse Me ao vivo.

## Życie prywatne
W grudniu 2018 poślubił francusko-belgijską aktorkę Jennę Thiam. Uroczystość została przeprowadzona w językach portugalskim i francuskim. 

### Problemy zdrowotne
W lutym 2017 przeszedł operację przepukliny pachwinowej. W marcu portugalski dziennik Flash ujawnił, że Sobral zmaga się z niewydolnością serca i czeka na przeszczep narządu. Choć menedżment artysty zaprzeczył doniesieniom, w maju potwierdzono, że z powodu problemów zdrowotnych muzyk nie będzie mógł uczestniczyć w próbach do występu w 62. Konkursie Piosenki Eurowizji w Kijowie. Pod koniec sierpnia ogłosił, że z powodów zdrowotnych musi zawiesić działalność artystyczną. 21 września trafił do szpitala Sant Cruz w Carnaxide, jednym z sołectw lizbońskiej gminy Oeiras, gdzie 8 grudnia przeszedł operację transplantacji serca. Chorował na arytmogenną kardiomiopatię prawej komory.
Podczas wywiadu w 2024 roku ujawnił, że jest osobą interpłciową i od zażycia leków na pewną chorobę jego ciało nie produkuje testosteronu.

### Poglądy polityczne
W maju 2017 pojawił się na konferencji prasowej dla zwycięzców pierwszego półfinału Konkursu Piosenki Eurowizji, mając na sobie czarną bluzę z napisem S.O.S. Refugees (pol. S.O.S. Uchodźcy). Jak podkreślił, chciał w ten sposób zachęcić władze Włoch, Grecji i Turcji do przyjęcia uchodźców na teren swojego kraju. Po spotkaniu z dziennikarzami otrzymał od Europejskiej Unii Nadawców, organizatora konkursu, oficjalny zakaz wkładania tej bluzy, ponieważ przesłanie zostało odebrane przez organizację jako „wiadomość polityczna”, co jest niezgodne z regulaminem konkursu.

## Dyskografia

### Albumy studyjne
- Excuse Me (2016)
- Paris, Lisboa (2019)

### Albumy koncertowe
- Excuse Me ao vivo (2017)